# 1053
1053 је била проста година.

## Догађаји
- 15. април — Харолд Годвинсон наслеђује свог оца Годвина на месту грофа од Весекса. Он позива прогнаног Едварда Изгнаника, сина Едмунда Гвозденог, да се врати у нади да ће моћи да преузме енглески престо од краља Едварда Исповедника.
- Победа војводе Вилијама од Нормандије над својим ујаком, грофом Аркесом. Женидба војводе Вилијама са Матилдом, најстаријом ћерком Балдуина V, грофа Фландрије, и грофице Аделије, чији је предак био Алфред Велики.
- Победа Нормана у јужној Италији над папом Лавом IX у бици код Чивитате. Један од норманских вођа је Роберт Гвискар. Лава IX заробљавају Нормани.
- Владимир II Мономах био је велики кијевски кнез, војсковођа и изузетан древни руски писац.

## Смрти
- 15. април — Годвин, гроф од Весекса